# Knjižni molj (Spitzweg)
Knjižni molj (nemško Der Bücherwurm) je slika na olje na platnu nemškega slikarja in pesnika Carla Spitzwega. Slika je nastala okoli leta 1850 in je značilna za Spitzwegov šaljiv, anekdotičen slog in je značilna za bidermajersko umetnost na splošno. Slika je reprezentativna za introspektivno in konzervativno razpoloženje v Evropi med obdobjem med koncem napoleonskih vojn in revolucijami 1848, hkrati pa se norčuje iz teh stališč, tako da jih uteleša v razburkanem starem učenjaku, ki se ne ukvarja z zadevami iz vsakdanjega sveta.

## Zgodovina
Carl Spitzweg je naslikal tri različice te teme. Prva, naslikana okoli leta 1850, je bila navedena pod naslovom Knjižničar in leta 1852 prodana na Dunaju Ignazu Kurandi, zdaj pa spada v zbirko muzeja Georga Schäferja v Schweinfurtu. Primer enakih dimenzij je Spitzweg naslikal leto kasneje in ga poslal v prodajo svojemu newyorškemu trgovcu z umetninami H. W. Schausu. Ta primer se je znašel v umetniški zbirki Renéja Schleinitza in bil zapuščen Javni knjižnici Milwaukee ter je visel v njihovi osrednji knjižnici (Milwaukee, Wisconsin). Decembra 2014 je bila slika dana na posodo Grohmannovemu muzeju na šoli za tehniko Milwaukee v Milwaukeeju. Zadnja različica dela je bila naslikana leta 1884. 

## Analiza
Na sliki je neurejeno oblečen starejši bibliofil, ki stoji na vrhu knjižnične lestve z več velikimi deli, zataknjenimi pod pazduho in med nogami, ko kratkovidno gleda v knjigo. Ker se ne zaveda svoje očitno knežje ali baročne okolice, je popolnoma navdušen nad svojimi raziskavami. Iz njegovega žepa visi robček, neprevidno zataknjen. Njegove črne hlače do kolen kažejo na dvorni status.  Intenzivnost, s katero gleda svojo knjigo v prašni stari nekoč veličastni knjižnici s stropom sfreskami, zrcali vase usmerjen pogled in se vrača h konservativnim vrednotam, ki so v tem obdobju vplivale na Evropo. Slika je bila narejena dve leti po tem, ko so revolucije leta 1848 predstavljale šok za stabilen svet, ki ga je zaznamovala prašna samota knjižnice. V spodnjem levem kotu slike je videti star zbledel globus; knjižnega molja ne zanima zunanji svet, temveč poznavanje preteklosti. Osvetljen je z mehko zlato svetlobo, ki je zaščitni znak Spitzwegovega dela, a zanimanje učenjaka za svetlobo, ki prihaja iz nevidnega okna, sega le toliko, kolikor mu omogoča, da besede vidi na straneh svojih starih knjig. Višino knjižnične lestve je mogoče samo oceniti: globus nakazuje možno višino tal, toda tla niso vidna, kar povečuje občutek negotovosti položaja pozabljenega učenjaka. Velikost knjižnice je prav tako neznana; starec se posvetuje s knjigami iz rubrike Metafizika (Metaphysik) - na kar opozarja ploščica na zelo okrašeni knjižici - kar nakazuje na ogromno knjižnico in poudarja onostranstvo ljubitelja knjig.
Medtem ko so očitno politično ali polemično umetnost odvračali konservativni odnosi, ki so zajemali Srednjo Evropo in umetniki iz obdobja bidermajerja so izbrali več parohialnih tem, kot je bila v modi pred romantičnim obdobjem, je bil še vedno prostor za subtilna namigovanja in lahko satiro. [6] Spitzwegove slike se nežno zabavajo s figurami, ki jih je videl okoli sebe. Bil je skoraj povsem samouk in čeprav je svojo tehniko razvili s kopiranjem nizozemskih mojstrov, naj bi na njegovo upodabljanje predmetov vplivala dela Williama Hogartha in Honoréja Daumierja. Čeprav je Knjižni molj med najbolj očitno satiričnimi deli njegovega opusa in čeprav nobena njegova slika ne kaže okrutne Hogarthove duhovitosti, obstajajo vzporednice med Hogarthovimi liki in tistimi, ki jih upodablja Spitzweg; Knjižni molj - skrbno opazovan in zavestno podroben - ne bi bil videti neprimerno v prizoru iz Marriage à-la-mode; Spitzwega včasih imenujejo tudi 'nemški Hogarth'.